# Золотой поезд (легенда)
«Золотой поезд» — условное название поезда с вооружением, оборудованием и драгоценностями, якобы спрятанного немцами в туннеле на территории современной Польши в последние дни Второй мировой войны.
Поиски поезда велись многие годы, в том числе польской армией, однако не увенчались успехом. По мнению историков, доказательств существования поезда не обнаружено. В период с 2015 по 2018 год поиски поезда вызвали интерес мировых СМИ. В окрестностях Валбжиха были проведены раскопки, но никаких следов поездов, рельсов или туннелей времен Второй мировой войны в этом районе обнаружено не было.

## Легенда
Согласно легенде, в последние месяцы Второй мировой войны из Бреслау (ныне Вроцлав) выехал бронепоезд с золотом и другими сокровищами. Он въехал в один из тоннелей под Совьими горами, который был частью незаконченного секретного проекта «Великан» (нем. Projekt Riese), недалеко от Валбжиха и с того момента предположительно находится где-то в лабиринте тоннелей и шахт. Согласно легенде, в поезде находилось до 300 тонн золота, драгоценностей, оружия и шедевров искусства.
По словам историков, не найдено никаких доказательств, что поезд вообще когда-либо существовал.

## Поиски

### Ранние попытки
Предположения о существовании подземных туннелей для поездов в районе Валбжиха появились сразу после войны, еще в 1946 году. Одним из первых людей, участвовавших в поисках поезда, был житель Валбжиха Тадеуш Словиковский (пол. Tadeusz Słowikowski). Согласно его словам, вскоре после войны несколько немцев, оставшихся в Валбжихе, работали на железной дороге. Один из них нашел замурованный вход в тоннель. Из страха потерять жизнь, он никому не рассказал о находке, и признался только на смертном одре некоему Шульцу. Шульц, в свою очередь, рассказал о тоннеле Тадеушу Словиковскому в знак благодарности за спасение жизни.
В 1970-е годы поездом заинтересовалась Служба безопасности Польской Народной Республики. Поиски поезда курировал майор Станислав Сиорек. Согласно рассказу Словиковского, в 1970-х годах к нему приходил офицер Службы безопасности и требовал немецкую карту, на которой должно было быть указано местонахождение поезда. Вскоре после этого карта должна была оказаться на столе у Сиорека. Согласно словам Словиковского, Сиореку не удалось найти поезд. Офицер скончался после выхода на пенсию в 1998 году. В 1977 году Словиковский и Петр Крушинский собирались подать заявление в местную прокуратуру о проведении исследования в районе станции Валбжих-Щавенко. В 2003 году Словиковский сообщил о результатах своего расследования в государственные органы и получил разрешение на полевые работы. Вскоре после этого Словиковский стал получать угрозы, с требованием прекратить дальнейшие действия.
В ходе своего расследования Словиковский указывал на существование тоннеля в разных местах: сначала на 65-м км, затем на 61-м км, а в начале 1990-х годов рассказал о «втором тоннеле» на 64-м км.
В рамках поисков «золотого поезда» 26 ноября 1982 года группа исследователей обнаружила в окрестностях Любиша 1354 золотых монеты общим весом более 6 килограммов. Находка была засекречена, и некоторые монеты позже незаконно проданы за границу. Сделку осуществили польские разведчики.
В мае 1995 года Владислав Подсибирский (пол. Władysław Podsibirski) заключил соглашение с Министерством финансов о поисках поезда, но ничего не нашел.

### Копер и Рихтер 2015—2018 годы

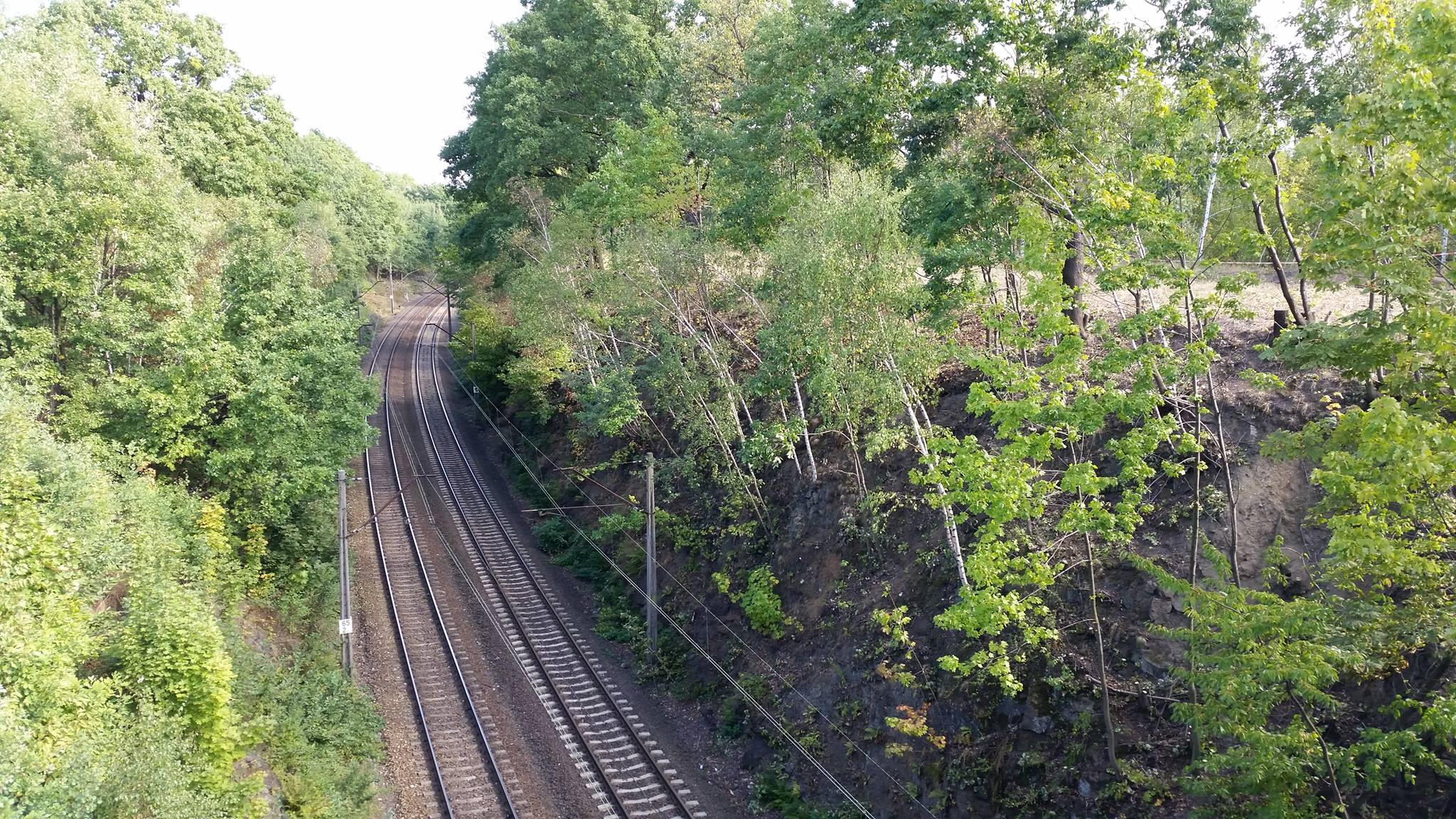
Предполагаемое местонахождение «золотого поезда» в Валбжихе

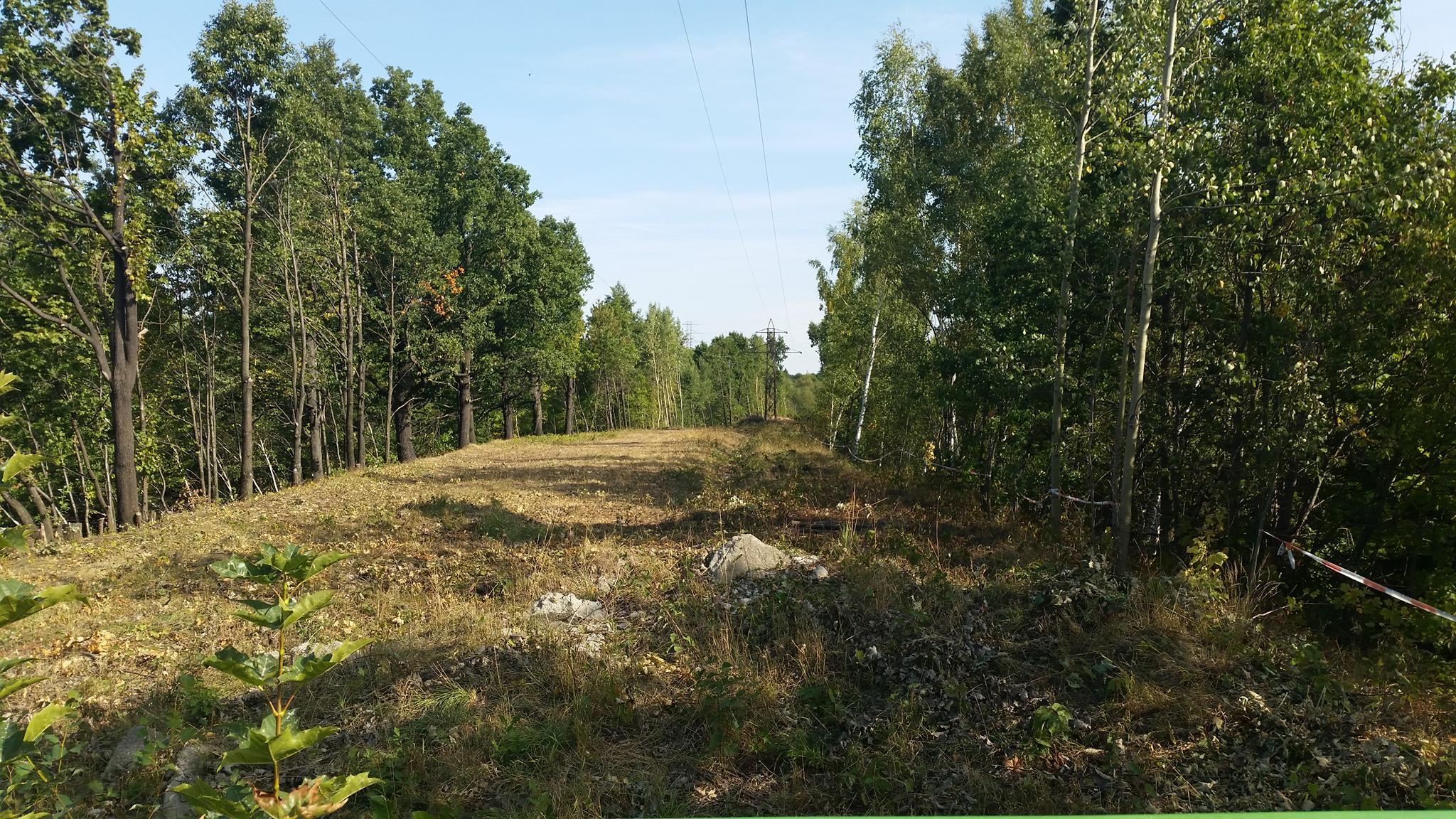
Железнодорожная насыпь недалеко от улицы Учневской в Валбжихе, где, как утверждалось, был спрятан «золотой поезд»

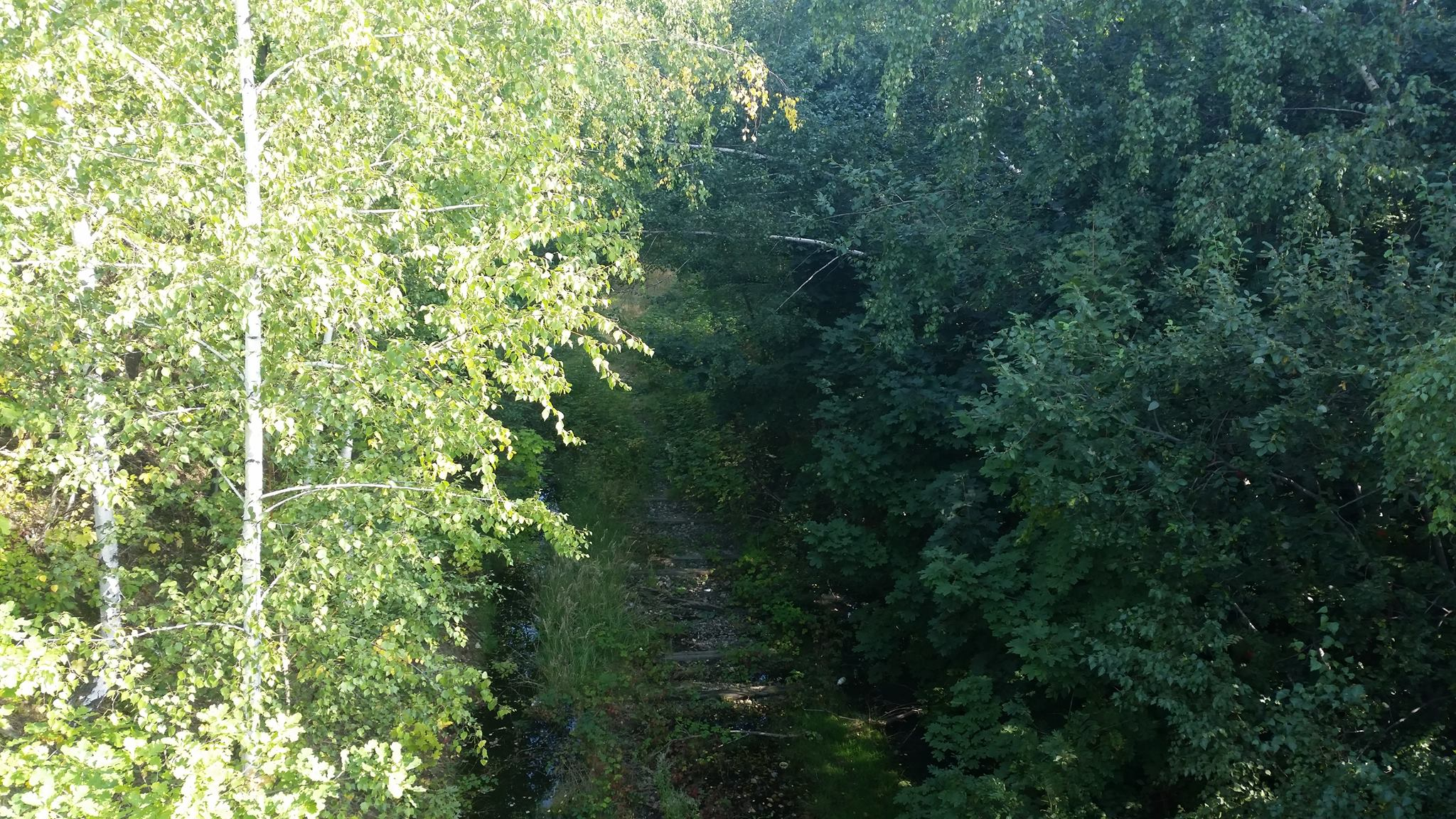
Следы железнодорожных путей возле «Зоны 65»

В конце августа 2015 года начали распространяться новости о двух неопознанных мужчинах, которые узнали о спрятанном «золотом поезде» из предсмертного признания. Позже их идентифицировали как Петера Копера из Польши и Андреаса Рихтера из Германии, совладельцев диггерской компании XYZ S.C. Через своих адвокатов мужчины начали секретные переговоры с польским правительством о выплате им 10 % стоимости поезда за информацию, ведущую к его обнаружению. Точное местонахождение поезда должно было быть раскрыто после подписания соответствующих документов.
Позже Копер и Рихтер заявили, что информация о переговорах была разглашена польским правительством, в результате чего мировые СМИ подняли шумиху вокруг ситуации.
28 августа заместитель министра культуры Польши Петр Луховский объявил, что георадарные снимки, сделанные Копером и Рихтером, подтвердили с вероятностью 99 %, что под землёй обнаружен поезд длиной 100 метров. Однако 31 августа Томаш Смоларц, губернатор Нижнесилезского воеводства, сказал репортерам, что «не появилось никаких новых доказательств того, что так называемый золотой поезд находится в месте, указанном исследователями».
4 сентября Копер и Рихтер впервые открылись публике, нарушив прежнюю анонимность. Они заявили, что точное местонахождение поезда сообщено властям Польши. Также были опубликованы изображения, сделанные с помощью георадара KS-700, на которых видна искусственная шахта глубиной 50 метров с чем-то внутри. Копер и Рихтер полагали, что поезд находится рядом с 4-километровым участком пути линии Вроцлав — Валбжих Польских государственных железных дорог на 65-м километре.
Польские власти огородили лесной массив в районе 65 километра и разместили охрану, чтобы предотвратить доступ в него многочисленных охотников за сокровищами. В конце сентября польские военные по просьбе губернатора области начали расчистку зоны от деревьев и поиск возможных мин. 4 октября военные подтвердили, что на глубине до метра не было никаких взрывчатых веществ или других опасностей.
В середине ноября городские власти Валбжиха разрешили двум разным группам провести неинвазивное исследование участка. Первой допущенной командой были Копер и Рихтер. Вторую группу составили специалисты Краковской горной академии во главе с Янушем Мадеем. 15 декабря вторая группа объявила, что в ходе обследования не было обнаружено никаких следов поезда, хотя имелись возможные признаки обрушившегося тоннеля. Копер и Рихтер настаивали, что поезд находится под землёй, на что Мадей ответил: «Человек совершает ошибки, но глупо их держаться».
На пресс-конференции, посвящённой результатом новых исследований, свидетельств, предпосылок и доказательств наличия или отсутствия «золотого поезда» под польским городом Вальбжих, профессор Горно-металлургической академии Кракова Януш Мадей заявил, что наличие подземного туннеля весьма вероятно, но ответ на вопрос, находится ли там бронепоезд с золотом нацистов, скорее всего, отрицательный, так как в этом случае результаты геологической съёмки местности были бы иными. Об этом факте сообщило радио Польши, ранее говорившее о том, что Минкульт Польши на 99 % уверен в существование «золотого поезда».
В мае 2016 года, несмотря на мнение сторонних экспертов о том, что поезда не существовало, Копер и Рихтер добились от Польских государственных железных дорог разрешения на начало раскопок. Раскопки начались 15 августа 2016 года командой из 64 человек, включая инженеров, геологов, химиков, археологов и военных сапёров. По сообщениям, раскопки стоили 116 000 евро и финансировались частными лицами и добровольными пожертвованиями граждан.
Раскопки были остановлены через семь дней, когда не было найдено ни рельсов, ни тоннелей, ни поездов. То, что на георадаре предположительно являлось поездом, оказалось естественными ледяными образованиями. Официальный представитель Валбжиха сообщил, что за год количество туристов выросло более чем на 40 % и «известность, которую город получил в мировых СМИ, принесла примерно 200 миллионов долларов. Наш годовой бюджет на рекламу города составляет 1,5 млн злотых (380 000 долларов)… Найдут ли что-нибудь исследователи или нет, золотой поезд в Валбжих уже прибыл». Мэр города подумывал назвать в честь Копера и Рихтера дорогу.
В начале декабря 2016 года Копер и Рихтер заявили о своем намерении создать фонд для сбора средств на бурение до глубины 20 метров в 2017 году. Во время третьей попытки в июне 2017 года при содействии геофизической компании из Варшавы команда обнаружила семь полостей, которые предположительно были железнодорожным туннелем. Дальнейшее исследование требовало глубокого бурения, которое, по словам подрядчиков, стоило минимум 100 000 злотых (около 23 000 евро). Раскопки были запланированы на весну или лето 2018 года, когда будут найдены спонсоры.
В августе 2018 года Рихтер покинул команду. Копер объявил, что продолжит поиски. Он так и не нашел золота, но в январе 2019 года снова попал в новости, обнаружив во время реставрационных работ в старом дворце в деревне Струга недалеко от Вроцлава серию «бесценных» настенных росписей XVI века.

### Новые экспедиции
В июле 2025 года некая поисковая группа «Золотой поезд 2025» (пол. Złoty Pociąg 2025) получила разрешение от Государственных лесов на проведение раскопок в региональном ландшафтном парке Ксёнж. В ночь с 17 на 18 июля 2025 года лидер группы под псевдонимом M. заявил о том, что обнаружил поезд и что группа пытается заключить компромиссное решение, которое позволило бы провести раскопки и не нанести ущерба окружающей природе. Заявления группы, однако, подвергались критике за сомнительную аргументацию и недостаточную прозрачность ведения работы.

## Претенденты
На ещё не найденное золото претендуют, в первую очередь, власти Польши, заявляя, что сокровища, если они будут найдены, сдадут в государственную казну.
Россия считает, что если ценности вывезли из Советского Союза, то согласно международному законодательству, они должны быть переданы российской стороне или поделены между странами — участницами антигитлеровской коалиции. О том, что имущество должно быть описано и доступно, заявил в сентябре 2015 года юрист Михаил Иоффе, представлявший ранее Россию в международных судах.
Золото могло принадлежать евреям, погибшим в концлагерях, заявил глава Всемирного еврейского конгресса Роберт Зингер, поэтому наследники казнённых могут стать претендентами на получение ценностей по праву наследования. Если же наследники не будут найдены, золото могут взять организации польских евреев, так как им «государство не компенсировало их страдания и экономические потери во время холокоста». Германия, в свою очередь, в лице ряда граждан утверждает, что золото может оказаться грузом, которое было сдано в государственный банк жителями Беслау по распоряжению коменданта города. Большинство этнических немцев, населявших в то время Беслау, утверждают, что о дальнейшей судьбе золота ничего не известно, а потому находка может быть тем самым золотом, которое сдавали горожане.

## Модель поезда
В 2016 году группа энтузиастов приступила к строительству полноразмерной копии «золотого поезда» на старой бумажной фабрике, расположенной примерно в 15 км от места раскопок Копера и Рихтера. Он должен стать туристической достопримечательностью.